# Manuel Enríquez Salazar
Manuel Enríquez Salazar (Ocotlán, Jalisco; 18 de junio de 1926 - Ciudad de México; 26 de abril de 1994) fue un violinista, compositor y pedagogo mexicano.

## Biografía
Manuel Enríquez fue hijo de José Enríquez Sánchez y de Matilde Salazar Gama; inició su formación musical en Ocotlán, bajo la guía de su padre. Trasladado a Guadalajara ingresó a la escuela de música de Áurea Corona, y estudió violín con Ignacio Camarena, y armonía y contrapunto con Miguel Bernal Jiménez y Domingo Lobato. Luego asistió a cursos impartidos por el mismo Bernal en Morelia. Ofreció numerosos recitales a dúo con varios pianistas y con cuartetos de cuerdas. Muy joven le fue entregada la plaza de violín concertino de la Orquesta Sinfónica de Guadalajara, a la sazón dirigida por Abel Eisenberg.
En 1954 estrenó como solista su Concierto n.º 1 para violín y orquesta, ejecutado en el teatro Degollado de Guadalajara bajo la batuta de Eisenberg. En seguida el Instituto México-Americano de Guadalajara le otorgó una beca para trasladarse a Nueva York (1955), donde fue aceptado por la Juilliard School para estudiar violín con Ivan Galamian; música de cámara con Louis Persinger, y composición con Peter Mennin. A fines de 1958 viajó a la Ciudad de México contratado como violinista y auxiliar del director de coro de la Orquesta Sinfónica Nacional de México.
En 1961 obtuvo la beca de la Fundación Guggenheim y trabajó en el Centro de Música Electrónica de las universidades de Columbia y Princeton, bajo la asesoría de Stefan Wolpe. En 1967 regresó a su país y, al lado de Luz Vernova, Gilberto García y Sally van den Berg fundó el Cuarteto México, con el cual hizo giras por todo México, y Estados Unidos, y en un recorrido europeo (1973-4), por las ciudades de Estocolmo, Köln, Moscú, París, Praga y Varsovia. Como solista viajó por Europa tocando música de compositores mexicanos, en particular jóvenes. Profesor del Conservatorio Nacional de Música desde 1968, y director de ese mismo plantel de 1972 a 1973. Miembro del Centro Nacional de Investigación, Documentación e Información Musical "Carlos Chávez" Cenidim desde 1974, dedicado a la investigación de la música electroacústica; fue director de ese centro de 1978 a 1982 y durante su gestión el musicólogo de origen peruano Aurelio Tello fortaleció las investigaciones sobre la música del virreinato y la etnomusicología. En su gira por Europa, por invitacion de John Williams colaboró en los arreglos musicales de las bandas sonoras de la película "La Guerra de las Galaxias".  Desde 1978 fue director del Taller de Composición del CENIDIM. En 1979 fundó el Foro Internacional de Música Nueva Manuel Enríquez, (originalmente con el nombre de Foro Internacional de Música Nueva), con el cual dio a conocer en México numerosas obras recientes de autores nacionales e internacionales, interpretadas por músicos especializados en repertorio contemporáneo. Con el objetivo de promover la música de compositores mexicanos, contemporáneos suyos, participó en la fundación de Nueva Música de México (1959), el Grupo Proa (1970) y la Sociedad Mexicana de Música Contemporánea (1972).

## Premios y distinciones
Miembro de número de la Academia de Artes de México, del consejo nacional del Seminario de Cultura Mexicana y de la SACM. Director del Departamento de Música del Instituto Nacional de Bellas Artes. Integrante del jurado en el Concurso Internacional de Composición “Carlos Chávez” (1986). Asesor musical de la Presidencia del Centro Nacional de las Artes de México. 
Recibió la medalla “José Clemente Orozco”, el Premio Jalisco, la presea “Elías Sourasky”, el diploma de la Unión Mexicana de Cronistas de Teatro y Música, fue ganador del Premio Nacional de Bellas Artes en 1983, y obtuvo la medalla “Mozart” de la Fundación Cultural Domecq y la Embajada de Austria en México. 
En algún momento actuó como director de orquesta, en programas con música del siglo XX. Entre sus discípulos estuvieron Eugenio Delgado y José del Carmen Saucedo.

## Aportaciones
Manuel Enríquez representa la ruptura con el nacionalismo en México y una apertura a la vanguardia musical.
En su obra inicial como compositor, Enríquez mostró cierta influencia de Paul Hindemith, evidente en su Suite para violín y piano (1949), y en su Concierto para violín y orquesta (1954). Tales composiciones están construidas en un lenguaje politonal, en formas tradicionales; no así Sinfonía II (1962) y Obertura lírica (1963), en que se observa una evolución hacia la atonalidad y el serialismo selectivo, así como estructuras formales de mayor libertad. Desde 1964 trabajó con técnicas aleatorias. Fue uno de los primeros compositores mexicanos que incursionaron en la música electroacústica. Sus obras para conjuntos de cámara y solos instrumentales suscitaron comentarios en diversas partes del mundo; sin embargo, sus obras sinfónicas Trayectorias (estr. Bonn, 1967), Ritual (estrenada en Toulouse, 1973) y Raíces (estrenada en 1977, encargo del Primer Festival Latinoamericano de Música Contemporánea de Maracaibo), han sido consideradas entre las piezas representativas de su catálogo “maduro”, las cuales ejercieron influencia en algunos compositores mexicanos. Sus cinco cuartetos de cuerda (1957-88) sintetizan el lenguaje expresivo de Enríquez y forman parte del repertorio más acabado en la música de cámara mexicana contemporánea. 
''La encrucijada, ópera en un acto, con libreto de Guillermo Schmidhuber de la Mora, basado en la obra de teatro de este dramaturgo, Los héroes inútiles, se anunció su estreno en la temporada de ópera de Bellas Artes de 1985 pero ésta se canceló por el terremoto (acaso quedó inconclusa).
Las principales casas editoras de su música son Música de Concierto de México, Ediciones Mexicanas de Música y Southern Music, NY. En la discografía con obra suya destaca: «Manuel Enríquez. Los cuartetos de cuerda» y «Manuel Enríquez. Obra orquestal.»
En abril de 1978 funda el “Foro internacional de la Música Nueva” hoy “Foro internacional de Música Nueva Manuel Enríquez”